# Maschyachat al-ʿAql
Die Maschyachat al-ʿAql (arabisch مشيخة العقل, DMG Mašyaḫat al-ʿAql; übertragen etwa: „geistliche Führung“) ist eine Institution von größter Bedeutung für den Libanon. Sie verfügt über beachtliche Einnahmen aus zwei Quellen: Verpachtung von landwirtschaftlichen Parzellen und Vermietung von Immobilien in Beirut. Die Maschyachat al-ʿAql und die Gesamtheit der Scheichs ist zuständig für die Unterhaltung der Khalwats und der Heiligtümer und bilden eine Art religiösen Ordens von größtem politischen Einfluss. Dabei handelt es sich um den innersten Kreis der Drusen. Neben der politischen und historischen Bedeutung hatten viele der Scheichs auch handschriftliche Kommentare hinterlassen, die in der Orientalistik große Bedeutung haben. Vor allem die Scheichs der Familie Hamade verwalten wohl das bedeutendste kulturelle und religiöse Erbe der drusischen Gemeinschaft im Libanon.
Die folgende Liste ist die Rekonstruktion einer Sukzession der Drusischen Scheichs ʿAql, soweit es die Aufzeichnungen zulassen (Umschrift nach französischem Vorbild): 
1. Emir Issa Tannoukhi
2. Emir Issa II (15. Jh.), ein berühmter Kalligraph.
3. Emir Saif d-Dîn Tannoukhi (1387-1459), Dichter und Juwelier.
4. Emir As-Sayyed Jamal d-Dîn Abdallah Tannoukhi (1417-1479), in seinem Geburtsort Abay wurde zu seinen Ehren ein Heiligenschrein errichtet. Er war ein bedeutender Sufi-Mystiker und gehört zu den bedeutendsten Personen des mittelalterlichen Unitarismus. Seine Biographie wurde von zweien seiner Schüler geschrieben: Scheich Abu 'Ali Mir'i Hamade und Achrafani. Er selbst folgte vor allem der zeitgenössischen Ismaelitischen Linie, erreichte jedoch einen Vergleich zwischen den beiden Strömungen.
5. Scheich Abou ʿAli Mir'i Hamade begraben in Fasaqine.
6. Scheich Zaid d-Dîn abd l-jaffar Taqiy d-Din: geboren in Kfar Matta, gestorben 1557 in Baaklin.
7. Scheich Abou Hilal Muhammad, auch: Scheich al Fadil (1579-1640).
8. Scheich Achrafani, Verfasser des Umdat al Arifin, (dt. Der Grund des Wissens).
9. Scheich Youssef Sa'îd Kfarqouni (18. Jh.).
10. Scheich Abu Muhammad Nâsir d-Dîn (18. Jh.).
11. Scheich Abu ʿAli Nasif Abu Chaqra (18. Jh.).

Nach 1825 spaltete sich die Maschyachat al-ʿAql in zwei Parteien, gemäß den vorherrschenden politischen Strömungen. Fortan standen die Dschumblat (Joumblatt) den Hamade (Yazbaki) gegenüber.
Die Scheichs ʿAql Yazbaki:
1. Scheich Hussein ʿAbd Ssamad de ʿAmatour, eingesetzt 1825.
2. Scheich Muhammad Hamade, (Baaklin), eingesetzt 1868.
3. Scheich Hussein Hamade, eingesetzt 1915.
4. Scheich Rachid Hamadé (Rashid bin Hussein Hamada رشيد بن حسين حمادة, 1894-1970), eingesetzt am 16. September 1956. Der letzte der Scheichs Yazbaki, gestorben am 13. April 1971. Sein Sohn Scheich Farid Hamade (arabisch فريد رشيد حمادة) ist ein libanesischer Patriot, der einer der wichtigsten Beschützer der Christen im Chouf während des Libanesischen Bürgerkriegs.

Das Amt des Scheichs ʿAql verlor seine Bedeutung im Bürgerkrieg, weil es die Männer von Dschumblat aufgrund der patriotischen Ansichten von Farid Hamade und seiner Allianz mit den Christen des Chouf angriffen.